# Iwan Kucenko
Iwan Iwanowicz Kucenko (ros. Иван Иванович Куценко, ur. 1913 we wsi Torgowoje obecnie w rejonie zawietinskim w obwodzie rostowskim, zm. 28 marca 1945 pod Gdańskiem) – radziecki wojskowy, kapitan, uhonorowany pośmiertnie tytułem Bohatera Związku Radzieckiego (1945).

## Życiorys
Miał wykształcenie niepełne średnie, pracował w sowchozie, od 1935 do 1939 odbywał służbę w Armii Czerwonej. W lipcu 1941 ponownie został powołany do armii, od października 1941 uczestniczył w wojnie z Niemcami, walczył na Froncie Kalinińskim, 20 listopada 1941 został ciężko ranny. Po wyleczeniu został skierowany na kursy „Wystrieł”, po ukończeniu których w listopadzie 1943 wrócił na front, walcząc kolejno na 1 i 2 Froncie Ukraińskim oraz 1 i 2 Białoruskim jako zastępca dowódcy i dowódca batalionu piechoty i zastępca dowódcy 342 pułku piechoty 136 Dywizji Piechoty 47 Korpusu Piechoty 70 Armii. Brał udział w operacji kijowskiej, żytomiersko-berdyczowskiej, korsuń-szewczenkowskiej, lwowsko-sandomierskiej, mławsko-elbląskiej i pomorskiej. Latem 1944 brał udział w walkach i forsowaniu Wisły w okolicach Annopola, w październiku 1944 wraz z batalionem został przerzucony w rejon Serocka, 21-22 października 1944 uczestniczył w walkach w okolicach Zegrza i Izbicy, gdzie dowodzony przez niego batalion zniszczył niemiecki garnizon oraz trzy czołgi i 8 dział i zdobył wiele sprzętu. I. Kucenko został za to odznaczony orderem decyzją dowódcy 65 Armii. 14 stycznia 1945 342 pułk piechoty przełamał niemiecką obronę w rejonie wsi Stanisławowo w powiecie legionowskim, następnie kontynuował natarcie w kierunku Nowego Dworu Mazowieckiego, zadając Niemcom duże straty, w tych działaniach bojowych wyróżnił się batalion dowodzony przez I. Kucenkę. Od 25 stycznia brał udział w walkach pod Toruniem i w wyzwalaniu miasta (zajętego 1 lutego); za zasługi bojowe został mianowany zastępcą dowódcy pułku. Uczestniczył w natarciu w kierunku na Chojnice i walkach pod Gdańskiem, gdzie zginął. Został pochowany w Sopocie.

## Odznaczenia
- Złota Gwiazda Bohatera Związku Radzieckiego (pośmiertnie, 29 czerwca 1945)
- Order Lenina (pośmiertnie, 29 czerwca 1945)
- Order Czerwonego Sztandaru (7 sierpnia 1944)
- Order Kutuzowa III klasy (10 lutego 1945)
- Order Aleksandra Newskiego (11 listopada 1944)
- Order Czerwonej Gwiazdy (2 marca 1944)